# Cremanthodium
Cremanthodium là một chi thực vật có hoa trong họ Cúc (Asteraceae).

## Loài
Chi Cremanthodium gồm các loài: